# Grand Prix automobile de Grande-Bretagne 1976
Résultats du Grand Prix de Grande-Bretagne de Formule 1 1976 qui a eu lieu sur le circuit de Brands Hatch le 18 juillet 1976.

## Classement

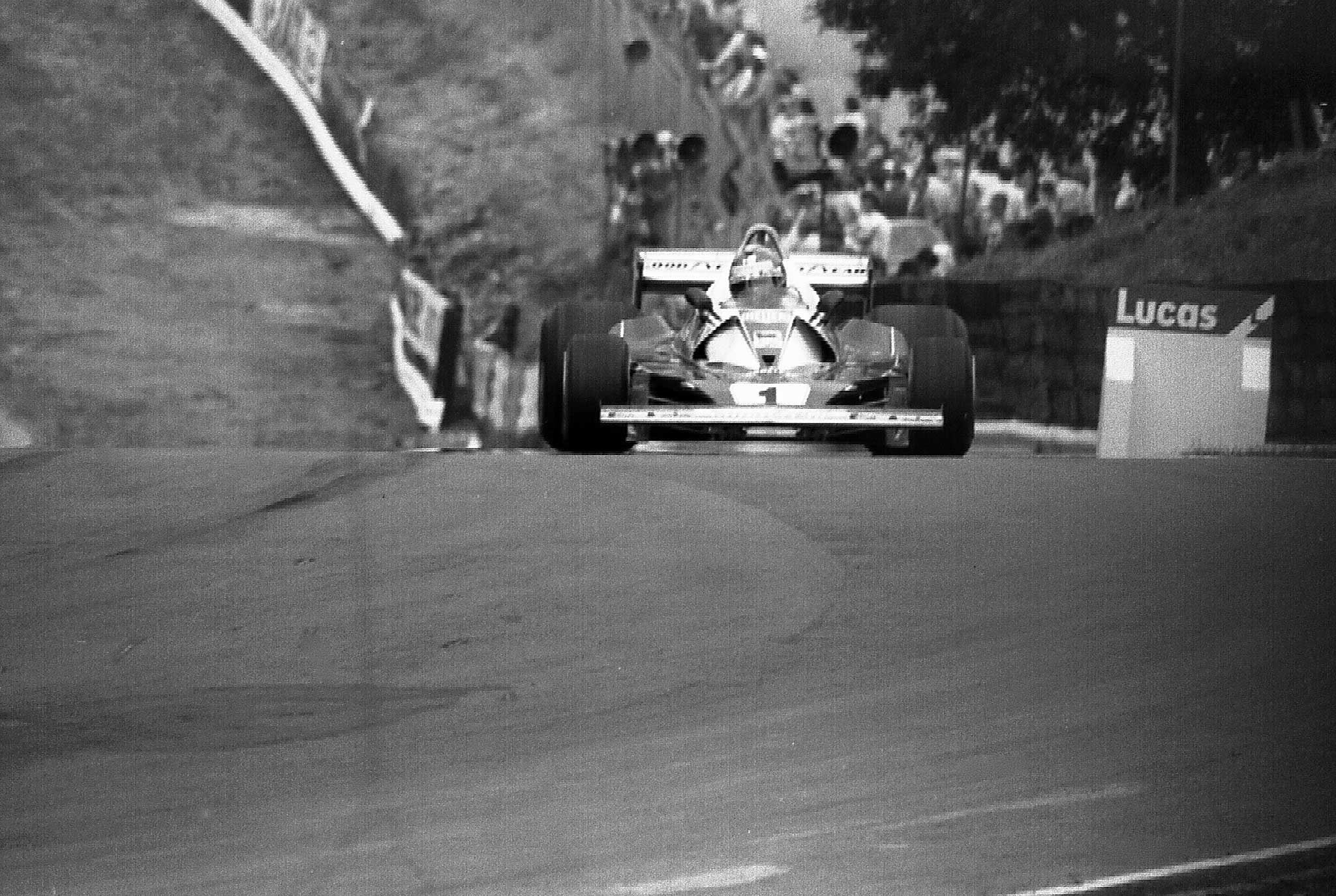
Niki Lauda sur Ferrari 312T2, vainqueur à Brands-Hatch en 1976

| Pos  | N° | Pilote             | Écurie             | Tours | Temps/Abandon          | Grille | Points |
| ---- | -- | ------------------ | ------------------ | ----- | ---------------------- | ------ | ------ |
| Dsq. | 11 | James Hunt         | McLaren-Ford       | 76    | Disqualifié            | 2      |        |
| 1    | 1  | Niki Lauda         | Ferrari            | 76    | 1 h 44 min 19 s 66     | 1      | 9      |
| 2    | 3  | Jody Scheckter     | Tyrrell-Ford       | 76    | + 16 s 18              | 8      | 6      |
| 3    | 28 | John Watson        | Penske-Ford        | 75    | + 1 tour               | 11     | 4      |
| 4    | 16 | Tom Pryce          | Shadow-Ford        | 75    | + 1 tour               | 20     | 3      |
| 5    | 19 | Alan Jones         | Surtees-Ford       | 75    | + 1 tour               | 19     | 2      |
| 6    | 30 | Emerson Fittipaldi | Copersucar-Ford    | 74    | + 2 tours              | 21     | 1      |
| 7    | 24 | Harald Ertl        | Hesketh-Ford       | 73    | + 3 tours              | 23     |        |
| 8    | 8  | Carlos Pace        | Brabham-Alfa Romeo | 73    | + 3 tours              | 16     |        |
| 9    | 17 | Jean-Pierre Jarier | Shadow-Ford        | 70    | + 6 tours              | 24     |        |
| Abd. | 6  | Gunnar Nilsson     | Lotus-Ford         | 67    | Moteur                 | 14     |        |
| Abd. | 10 | Ronnie Peterson    | March-Ford         | 60    | Distribution d'essence | 7      |        |
| Abd. | 18 | Brett Lunger       | Surtees-Ford       | 55    | Boîte de vitesses      | 18     |        |
| Abd. | 4  | Patrick Depailler  | Tyrrell-Ford       | 47    | Moteur                 | 5      |        |
| Abd. | 7  | Carlos Reutemann   | Brabham-Alfa Romeo | 46    | Pression d'huile       | 15     |        |
| Abd. | 35 | Arturo Merzario    | March-Ford         | 39    | Moteur                 | 9      |        |
| Dsq. | 2  | Clay Regazzoni     | Ferrari            | 36    | Pression d'huile       | 4      |        |
| Dsq. | 26 | Jacques Laffite    | Ligier-Matra       | 31    | Suspension             | 13     |        |
| Abd. | 32 | Bob Evans          | Brabham-Ford       | 24    | Boîte de vitesses      | 22     |        |
| Abd. | 9  | Vittorio Brambilla | March-Ford         | 22    | Accident               | 10     |        |
| Abd. | 38 | Henri Pescarolo    | Surtees-Ford       | 16    | Distribution d'essence | 26     |        |
| Abd. | 22 | Chris Amon         | Ensign-Ford        | 8     | Fuite d'eau            | 6      |        |
| Abd. | 5  | Mario Andretti     | Lotus-Ford         | 4     | Allumage               | 3      |        |
| Abd. | 12 | Jochen Mass        | McLaren-Ford       | 1     | Embrayage              | 12     |        |
| Abd. | 34 | Hans-Joachim Stuck | March-Ford         | 0     | Accident               | 17     |        |
| Abd. | 25 | Guy Edwards        | Hesketh-Ford       | 0     | Accident               | 25     |        |
| Nq.  | 20 | Jacky Ickx         | Wolf-Williams-Ford |       | Non qualifié           |        |        |
| Nq.  | 13 | Divina Galica      | Surtees-Ford       |       | Non qualifié           |        |        |
| Nq.  | 40 | Mike Wilds         | Shadow-Ford        |       | Non qualifié           |        |        |
| Nq.  | 33 | Lella Lombardi     | Brabham-Ford       |       | Non qualifié           |        |        |

Légende :
- Abd.=Abandon

## Pole position et record du tour
- Pole position : Niki Lauda en 1 min 19 s 35 (vitesse moyenne : 190,866 km/h).
- Tour le plus rapide : Niki Lauda en 1 min 19 s 91 au 41e tour (vitesse moyenne : 189,528 km/h).
- James Hunt a couvert le 44e tour en 1 min 19 s 82 (vitesse moyenne : 189,734 km/h), record annulé après disqualification du pilote.

## Tours en tête
- Niki Lauda : 44 (1-44)
- James Hunt : 32 (45-76)

## À noter
- 12e victoire pour Niki Lauda.
- 64e victoire pour Ferrari en tant que constructeur.
- 64e victoire pour Ferrari en tant que motoriste.
- Unique Grand Prix de Formule 1 où plusieurs femmes pilotes se sont présentées (Lella Lombardi et Divina Galica).
- James Hunt, premier à l'arrivée et recordman du tour, est disqualifié pour avoir changé de voiture. Niki Lauda, 2e à 52 s 05 sous le drapeau à damiers, remporte la course sur tapis vert. La même sanction (pour les mêmes raisons) est infligée à Clay Regazzoni et Jacques Laffite.